# 壮健红景天
壮健红景天（学名：Rhodiola robusta）是景天科红景天属的植物，是中国的特有植物。分布在中国大陆的云南等地，生长于海拔4,000米至4,700米的地区，常生于草坡上，目前尚未由人工引种栽培。